# Chmieliszcze (obwód grodzieński)
Chmieliszcze, Chmielisko – część wsi Burniewo na Białorusi,  w obwodzie grodzieńskim, w rejonie wołkowyskim, w sielsowiecie Werejki.
W dwudziestoleciu międzywojennym okolica leżała w Polsce, w województwie białostockim, w powiecie grodzieńskim, w gminie Gudziewicze.
Według Powszechnego Spisu Ludności z 1921 roku ówczesną okolicę zamieszkiwały 33 osoby, 28 było wyznania rzymskokatolickiego, a 5 prawosławnego. Wszyscy mieszkańcy zadeklarowali polską przynależność narodową. Było tu 6 budynków mieszkalnych.
Miejscowość należała do parafii rzymskokatolickiej w Repli i parafii prawosławnej w Masalanach.
Podlegała pod Sąd Grodzki w Indurze i Okręgowy w Grodnie; właściwy urząd pocztowy mieścił się w Gudziewiczach.
Po II wojnie światowej w granicach Związku Sowieckiego. Od 1991 w niepodległej Białorusi.